# Hoofd (Eddy Gheress)
Hoofd is een artistiek kunstwerk in Amsterdam-West.

Het is een beeld van Eddy Gheress uit circa 1995; uitgewerkt in rood graniet. Buitenkunst Amsterdam omschrijft het als 
"een verstild beeld dat herinneringen oproept aan primitieve kunst en prehistorische symboliek"
 De kunstenaar zei zelf dat hij inspiratie tot beeldhouwen kreeg na het vinden en bekijken van Indiaanse stenen voorwerpen gevonden in Alberta, alwaar hij zijn kindertijd doorbracht. Hoofd volgde na een studiereis naar Mexico, hetgeen volgens sommigen terug te vinden is in dat beeld.
De sites die het beeld omschrijven dichtten het een grote zeggingskracht toe, de kunstenaar daarentegen vermeldt dat hij juist niet weet wat hij met sommige beelden wil zeggen.